# Powerlifting ai Giochi mondiali 2022
Le competizioni di powerlifting ai Giochi mondiali 2022 si sono svolte dall'8 al 10 luglio 2022 allo Birmingham Jefferson Convention Complex di Birmingham in Alabama, negli Stati Uniti d'America. L'evento era originariamente stato calendarizzato nel luglio 2021, ma i Giochi mondiali sono stati riprogrammati per l'anno successivo a seguito del rinvio dei Giochi olimpici estivi di Tokyo 2020, dovuto all'insorgere dell'emergenza sanitaria causata dalla pandemia di COVID-19.

## Podi

### Uomini
| Specialità              | Oro                  | Argento          | Bronzo             |
| Pesi leggeri (dettagli) | Yusuke Satake        | Hsieh Tsung-ting | Hassan El Belghiti |
| Pesi medi (dettagli)    | Kjell Egil Bakkelund | Mykola Barannik  | Paul Douglas       |
| Pesi massimi (dettagli) | Volodymyr Rysiev     | Ian Bell         | Danylo Kovalov     |
| Supermassimi (dettagli) | Oleksiy Bychkov      | Sen Yang         | Tony Cliffe        |

### Donne
| Specialità              | Oro              | Argento           | Bronzo                |
| Pesi leggeri (dettagli) | Yukako Fukushima | Zuzanna Kula      | Anastasiia Derevianko |
| Pesi medi (dettagli)    | Carola Garra     | Taylor LaChapelle | Larysa Soloviova      |
| Pesi massimi (dettagli) | Agata Sitko      | Kelsey McCarthy   | Cicera Tavares        |
| Supermassimi (dettagli) | Rhaea Stinn      | Bonica Brown      | Tetyana Melnyk        |

## Medagliere
| Posiz. | Nazione                 | Oro | Argento | Bronzo | Totale |
| ------ | ----------------------- | --- | ------- | ------ | ------ |
| 1      | Ucraina                 | 2   | 1       | 4      | 7      |
| 2      | Giappone                | 2   | 0       | 0      | 2      |
| 3      | Polonia                 | 1   | 1       | 0      | 2      |
| 4      | Italia                  | 1   | 0       | 1      | 2      |
| 5      | Canada                  | 1   | 0       | 0      | 1      |
| 5      | Norvegia                | 1   | 0       | 0      | 1      |
| 7      | Isole Vergini Americane | 0   | 3       | 1      | 4      |
| 8      | Taipei cinese           | 0   | 2       | 0      | 2      |
| 9      | Stati Uniti             | 0   | 1       | 0      | 1      |
| 10     | Francia                 | 0   | 0       | 1      | 1      |
| 10     | Regno Unito             | 0   | 0       | 1      | 1      |
| Totale | Totale                  | 8   | 8       | 8      | 24     |